# 욘 알브보게
욘 루네 알브보게(스웨덴어: John Rune Alvbåge [ˈjɔnː ˈâlːvˌboːɡɛ][*], 1982년 8월 10일, 베스트라 예탈란드 주 예테보리 ~)는 스웨덴의 전직 프로 축구 선수로, 현역 시절 골키퍼로 활약했다. 1999년에 토르슬란다에서 첫 선을 보인 그는 스웨덴, 덴마크, 노르웨이, 미국, 그리고 키프로스 무대에서 활약하고 2022년에 은퇴했다. 2006년부터 2009년까지 국가대표 선수로도 활동했던 그는 스웨덴 국가대표팀 경기에 4번 출전했고, 2006년 월드컵에도 참가했다.

## 클럽 경력

### 초기 경력
토르슬란다에서 신고식을 치른 그는 베스트라 프뢸룬다 소속으로 스웨덴 알스벤스칸 경기에 18세의 나이로 처음 출전했다. 그는 2003년에 외레브로를 거쳐 2005년에 IFK에 입단했다. 그는 IFK에서 단 반 년만을 머물었는데, 이는 스웨덴 국가대표 골키퍼였던 벵트 안데르손의 존재 때문이었다.

### 비보르
그는 같은 해 말, 덴마크의 비보르로 2005년 7월에 이적하면서 해외 무대로 진출했다. 그는 덴마크 국가대표 골키퍼 예스페르 크리스티안센의 대체자로 입단했고, 알브보게는 빠르게 새 소속 구단에  정착해 2006년 1월에 스웨덴 국가대표팀 첫 경기를 치렀다.

### 외레브로 복귀
2008년 여름, 그는 외레브로로 복귀했다.

### IFK 복귀
2012년 시즌 시작 전, 그는 IFK로 복귀해 주전 골키퍼로 발돋움했다. 그는 IFK에서 활약하며 2차례 스벤스카 쿠펜 우승에 일조했다.(2012–13, 2014–15)

### 미네소타 유나이티드 임대
2017년 1월, 알브보게는 [[2017년 7월까지 메이저 리그 사커의 미네소타 유나이티드로 임대되었고, 18개월 연장할 수 있는 조항도 붙었다.

### 은퇴
2022년 7월 27일, 알브보게는 현역 은퇴를 선언했다.

## 국가대표팀 경력
알브보게는 U-17, U-19, 그리고 U-21 등 스웨덴의 여러 연령대 국가대표팀을 두루 거쳤다. 그는 2004년 U-21 유럽 선수권 대회에 참가해 4위의 성적을 거두었다.
그는 2006년 1월 23일에 요르단과의 친선경기에서 스웨덴 국가대표팀 첫 경기를 치렀다. 그 해 여름, 그는 2006년 월드컵에서 안드레아스 이삭손과 라미 샤반을 대신할 3번째 골키퍼로 스웨덴 선수단에 승선했다. 그는 2006년부터 2009년까지 스웨덴을 대표로 총 4경기에 출전했다.

## 경력 통계

### 클럽
| 구단                       | 시즌      | 리그              | 리그 | 리그 | 컵   | 컵 | 대륙 | 대륙 | 합계 | 합계 |
| 구단                       | 시즌      | 리그명            | 출장 | 골   | 출장 | 골 | 출장 | 골   | 출장 | 골   |
| -------------------------- | --------- | ----------------- | ---- | ---- | ---- | -- | ---- | ---- | ---- | ---- |
| 토르슬란다                 | 1999      | 2부 리그          | 1    | 0    | 0    | 0  | —    | —    | 1    | 0    |
| 베스트라 프뢸룬다          | 2000      | 알스벤스칸        | 12   | 0    | 0    | 0  | 2    | 0    | 14   | 0    |
| 베스트라 프뢸룬다          | 2001      | 수페레탄          | 30   | 0    | 0    | 0  | —    | —    | 30   | 0    |
| 베스트라 프뢸룬다          | 2002      | 수페레탄          | 30   | 0    | 0    | 0  | —    | —    | 30   | 0    |
| 베스트라 프뢸룬다          | 합계      | 합계              | 72   | 0    | 0    | 0  | 2    | 0    | 74   | 0    |
| 외레브로                   | 2003      | 알스벤스칸        | 26   | 0    | 2    | 0  | —    | —    | 28   | 0    |
| 외레브로                   | 2004      | 알스벤스칸        | 25   | 0    | 2    | 0  | —    | —    | 27   | 0    |
| 외레브로                   | 합계      | 합계              | 51   | 0    | 4    | 0  | 0    | 0    | 55   | 0    |
| IFK                        | 2005      | 알스벤스칸        | 0    | 0    | 2    | 0  | 3    | 0    | 5    | 0    |
| 비보르                     | 2005–06   | 덴마크 수페르리가 | 33   | 0    | 0    | 0  | —    | —    | 33   | 0    |
| 비보르                     | 2006–07   | 덴마크 수페르리가 | 33   | 0    | 0    | 0  | —    | —    | 33   | 0    |
| 비보르                     | 2007–08   | 덴마크 수페르리가 | 21   | 0    | 0    | 0  | —    | —    | 21   | 0    |
| 비보르                     | 합계      | 합계              | 87   | 0    | 0    | 0  | 0    | 0    | 87   | 0    |
| 외레브로                   | 2008      | 알스벤스칸        | 18   | 0    | 0    | 0  | —    | —    | 18   | 0    |
| 외레브로                   | 2009      | 알스벤스칸        | 30   | 0    | 0    | 0  | —    | —    | 30   | 0    |
| 외레브로                   | 2010      | 알스벤스칸        | 30   | 0    | 2    | 0  | —    | —    | 32   | 0    |
| 외레브로                   | 2011      | 알스벤스칸        | 29   | 0    | 3    | 0  | 2    | 0    | 34   | 0    |
| 외레브로                   | 합계      | 합계              | 107  | 0    | 5    | 0  | 2    | 0    | 114  | 0    |
| IFK                        | 2012      | 알스벤스칸        | 23   | 0    | 1    | 0  | —    | —    | 24   | 0    |
| IFK                        | 2013      | 알스벤스칸        | 30   | 0    | 7    | 0  | 2    | 0    | 39   | 0    |
| IFK                        | 2014      | 알스벤스칸        | 19   | 0    | 4    | 0  | 2    | 0    | 25   | 0    |
| IFK                        | 2015      | 알스벤스칸        | 30   | 0    | 4    | 0  | 4    | 0    | 38   | 0    |
| IFK                        | 2016      | 알스벤스칸        | 29   | 0    | 4    | 0  | 7    | 0    | 40   | 0    |
| IFK                        | 합계      | 합계              | 131  | 0    | 20   | 0  | 15   | 0    | 166  | 0    |
| 미네소타 유나이티드 (임대) | 2017      | 메이저 리그 사커  | 0    | 0    | 0    | 0  | —    | —    | 0    | 0    |
| 스타베크 (임대)            | 2017      | 엘리테세리엔      | 8    | 0    |      |    | —    | —    | 7    | 0    |
| 오모니아                   | 2017–18   | 키프로스 1부 리그 | 1    | 0    | 0    | 0  | —    | —    | 1    | 0    |
| 오모니아                   | 2018–19   | 키프로스 1부 리그 | 0    | 0    |      |    | —    | —    | 0    | 0    |
| 오모니아                   | 합계      | 합계              | 1    | 0    | 0    | 0  | 0    | 0    | 1    | 0    |
| 네아 살라미스 (임대)       | 2017–18   | 키프로스 1부 리그 | 1    | 0    |      |    | —    | —    | 1    | 0    |
| 시리우스                   | 2019      | 알스벤스칸        | 7    | 0    | 0    | 0  | —    | —    | 7    | 0    |
| 린도메 GIF                 | 2020      | 에탄 쇠드라       | 26   | 0    | 0    | 0  | —    | —    | 26   | 0    |
| 아크로폴리스               | 2021      | 수페레탄          | 13   | 0    | 0    | 0  | —    | —    | 13   | 0    |
| 경력 합계                  | 경력 합계 | 경력 합계         | 508  | 0    | 31   | 0  | 22   | 0    | 561  | 0    |

### 국가대표팀
| 국가대표팀 | 연도 | 출장 | 골 |
| ---------- | ---- | ---- | -- |
| 스웨덴     | 2006 | 2    | 0  |
| 스웨덴     | 2007 | 1    | 0  |
| 스웨덴     | 2008 | 0    | 0  |
| 스웨덴     | 2009 | 1    | 0  |
| 합계       | 합계 | 4    | 0  |

## 수상
IFK
- 스벤스카 쿠펜: 2012–13, 2014–15

개인
- 알스벤스칸 올해의 골키퍼: 2015[10]
- 올해의 대천사: 2015[2]